# Сенорби
Сенорби (итал. Senorbì) — коммуна в Италии, располагается в регионе Сардиния, в провинции Кальяри.
Население составляет 4419 человек (2008 г.), плотность населения составляет 129 чел./км². Занимает площадь 34 км². Почтовый индекс — 09040;. Телефонный код — 070.
Покровительницей коммуны почитается святая Варвара, празднование 4 декабря.

## Демография
Динамика населения:

## Администрация коммуны
- Официальный сайт: http://www.comune.senorbi.ca.it/